# Rhagophthalmus scutellatus
Rhagophthalmus scutellatus is een keversoort uit de familie Rhagophthalmidae. De wetenschappelijke naam van de soort is voor het eerst geldig gepubliceerd in 1854 door Motschulsky.